# Walker Zimmerman
Walker Zimmerman (Lawrenceville, Georgia, Estados Unidos, 19 de mayo de 1993) es un futbolista estadounidense que juega como defensor en el Nashville Soccer Club de la Major League Soccer.

## Trayectoria

### FC Dallas
Zimmerman comenzó su carrera futbolística en los Furman Paladins de la Universidad de Furman en 2012, pero abandonó la universidad un año después para volverse profesional. El 17 de enero de 2013 fue seleccionado en la primera ronda (séptimo en la general) del SuperDraft de la MLS de 2013 por el FC Dallas.
Luego de fichar por Dallas, Zimmerman tuvo que luchar contra una seria lesión en su ingle, pero eventualmente hizo su debut el 11 de mayo de 2013 en un partido frente al DC United. Anotó su primer gol un mes después, en el empate 2-2 frente al Sporting Kansas City.
El 10 de diciembre de 2017, Zimmerman fue intercambiado al equipo de expansión de la MLS, Los Angeles FC.

## Selección nacional

### Selecciones juveniles
Zimmeran ha sido un miembro regular de los equipos sub-18 y sub-20 de los Estados Unidos. Fue capitán con el primero en la Milk Cup de 2011, y fue convocado en varias ocasiones al segundo entre 2012 y 2013.
El 6 de enero de 2017 fue llamado por primera vez para jugar por la selección absoluta de Estados Unidos por el entrenador Bruce Arena. Zimmerman debutó con su selección el 3 de febrero de 2017 por un amistoso contra Jamaica, donde fue nombrado jugador del partido. Anotó su primer gol para la selección el 28 de mayo de 2018 a Bolivia.

### Goles internacionales
Actualizado hasta el 2 de febrero de 2019.
| Partidos y goles internacionales | Partidos y goles internacionales | Partidos y goles internacionales              | Partidos y goles internacionales | Partidos y goles internacionales | Partidos y goles internacionales | Partidos y goles internacionales | Partidos y goles internacionales |
| #                                | Fecha                            | Estadio                                       | Rival                            | Resultado                        | Goles                            | Competición                      |                                  |
| -------------------------------- | -------------------------------- | --------------------------------------------- | -------------------------------- | -------------------------------- | -------------------------------- | -------------------------------- | -------------------------------- |
| 1                                | 28 de mayo de 2018               | Talen Energy Stadium, Chester, Estados Unidos | Bolivia                          | 1 – 0                            |                                  | Amistoso                         |                                  |
| 1                                | 27 de enero de 2019              | State Farm Stadium, Glendale, United States   | Panamá                           | 1 – 2                            |                                  | Amistoso                         |                                  |

## Vida personal
Es hijo de David Zimmerman y Becky Zimmerman. Su padre, David Zimmerman, fue un ministro Bautista durante 21 años en Fort Worth, Texas, y actualmente sirve como un mentor con los Ministerios de Recursos Iglesia. Tiene 2 hermanos, Dawson y Carter.[cita requerida]

## Estadísticas

### Clubes
Actualizado al último partido disputado en la temporada 2024.
| Club | Div.          | Temporada     | Liga(1) | Liga(1) | Copas nacionales(2) | Copas nacionales(2) | Copas internacionales(3) | Copas internacionales(3) | Total | Total |
| Club | Div.          | Temporada     | Part.   | Goles   | Part.               | Goles               | Part.                    | Goles                    | Part. | Goles |
| --- | ------------- | ------------- | ------- | ------- | ------------------- | ------------------- | ------------------------ | ------------------------ | ----- | ----- |
| FC Dallas Estados Unidos | 1.ª           | 2013          | 7       | 2       | 2                   | 0                   | ―                        | ―                        | 9     | 2     |
| FC Dallas Estados Unidos | 1.ª           | 2014          | 12      | 0       | 1                   | 0                   | ―                        | ―                        | 13    | 0     |
| FC Dallas Estados Unidos | 1.ª           | 2015          | 22      | 1       | 2                   | 0                   | ―                        | ―                        | 24    | 1     |
| FC Dallas Estados Unidos | 1.ª           | 2016          | 32      | 4       | 4                   | 0                   | 1                        | 0                        | 37    | 4     |
| FC Dallas Estados Unidos | 1.ª           | 2017          | 22      | 1       | 1                   | 0                   | 4                        | 0                        | 27    | 1     |
| FC Dallas Estados Unidos | Total club    | Total club    | 95      | 8       | 10                  | 0                   | 5                        | 0                        | 110   | 8     |
| Los Angeles FC Estados Unidos | 1.ª           | 2018          | 27      | 4       | 4                   | 0                   | —                        | —                        | 31    | 4     |
| Los Angeles FC Estados Unidos | 1.ª           | 2019          | 27      | 1       | 1                   | 0                   | —                        | —                        | 28    | 1     |
| Los Angeles FC Estados Unidos | Total club    | Total club    | 54      | 5       | 5                   | 0                   | 0                        | 0                        | 59    | 5     |
| Nashville S. C. Estados Unidos | 1.ª           | 2020          | 25      | 3       | —                   | —                   | —                        | —                        | 25    | 3     |
| Nashville S. C. Estados Unidos | 1.ª           | 2021          | 27      | 3       | —                   | —                   | —                        | —                        | 27    | 3     |
| Nashville S. C. Estados Unidos | 1.ª           | 2022          | 31      | 4       | 3                   | 0                   | —                        | —                        | 34    | 4     |
| Nashville S. C. Estados Unidos | 1.ª           | 2023          | 26      | 2       | 0                   | 0                   | 7                        | 2                        | 33    | 4     |
| Nashville S. C. Estados Unidos | 1.ª           | 2024          | 25      | 1       | —                   | —                   | 2                        | 0                        | 27    | 1     |
| Nashville S. C. Estados Unidos | Total club    | Total club    | 134     | 13      | 3                   | 0                   | 9                        | 2                        | 146   | 15    |
| Total carrera | Total carrera | Total carrera | 283     | 26      | 18                  | 0                   | 14                       | 2                        | 315   | 28    |
| (1) Incluye datos de playoffs de la Copa MLS. (2) Incluye datos de la U.S. Open Cup. (3) Incluye datos de la Liga de Campeones de la Concacaf y Leagues Cup. |               |               |         |         |                     |                     |                          |                          |       |       |

### Selección nacional
| Selección               | Temporada     | Amistosos | Amistosos | Norteamérica | Norteamérica | Mundial | Mundial | Total | Total |
| Selección               | Temporada     | Part.     | Goles     | Part.        | Goles        | Part.   | Goles   | Part. | Goles |
| ----------------------- | ------------- | --------- | --------- | ------------ | ------------ | ------- | ------- | ----- | ----- |
| Absoluta Estados Unidos | 2017          | 1         | 0         | -            | -            | -       | -       | 1     | 0     |
| Absoluta Estados Unidos | 2018          | 3         | 1         | -            | -            | -       | -       | 3     | 1     |
| Absoluta Estados Unidos | 2019          | 4         | 1         | 3            | 0            | -       | -       | 7     | 1     |
| Absoluta Estados Unidos | 2020          | 2         | 0         | -            | -            | -       | -       | 2     | 0     |
| Absoluta Estados Unidos | Total         | 10        | 2         | 3            | 0            | 0       | 0       | 13    | 2     |
| Total carrera           | Total carrera | 10        | 2         | 3            | 0            | 0       | 0       | 13    | 2     |

## Palmarés

### Títulos nacionales
| Título                   | Club      | País           | Año  |
| ------------------------ | --------- | -------------- | ---- |
| Lamar Hunt U.S. Open Cup | FC Dallas | Estados Unidos | 2016 |
| MLS Supporters' Shield   | FC Dallas | Estados Unidos | 2016 |

### Títulos internacionales
| Título                          | Club (*)       | Sede           | Año  |
| ------------------------------- | -------------- | -------------- | ---- |
| Copa Oro                        | Estados Unidos | Estados Unidos | 2021 |
| Liga de Naciones de la Concacaf | Estados Unidos | Estados Unidos | 2023 |

(*) Incluyendo la selección.